# Шоа (провинција)
Шоа (гиз: ሽዋ šawā, енглески Shewa) је историјска провинција Етиопије, некад је то било самостално краљевство у оквиру Етиопског царства, данашњи етиопски главни град Адис Абеба налази се у средишту те историјске покрајине.

## Географске карактеристике
Језгра Шое налазила се на планинској висоравни, на подручју око данашњег града Адис Абебе, дакле у средишту Етиопије. Након велике инвазије Ахмада Грања и губитка Покрајине Бале, Шоа је постала југоисточна граница Етиопије. Висока Шоа је била лако брањива, ту се на неки начин наставио живот и континуитет власти ранијих раздобља, упркос знатном осиромашењу због губитка суседних земаља. Временом је Шоа постала сигурно уточиште, мада потпуно изоловано од остатка Етиопије, али и од непријатељских насртаја.
Важнија насеља Шое су; Дебре Берхан, Антсокиа, Анкобер, Ентото и Адис Абеба која је повремено била и седиште покрајине Шоа.
Већина северне Шое (окрузи Менз, Тегулет, Јифат, Једите, Булга) настањена је углавном је кршћанским Амхарцима и Оромцима, док су јужна и источна Шоа настањене углавном муслиманским Оромцима. 
Важан верски објект у Шои је манастир Дебре Либанос, који је основао св. Текле Хајманот, налази се у сјверној Шои у зони Семиен Шоа.

## Историја
Шоа се први пут спомиње у историјскимм документима као муслиманска држава, за коју добар 
познавалац етиопске историје Г.В.Б. Хантингфорд претпоставља да је основана 896, са седиштем у Валалаху. Шоа је покорена и постал је део Султаната Ифат негде око 1285. У новије време екипа француских археолога, успела је да ископа три урбана центра за које се сматра да су из раздобља исламског краљевства Шоа
.
Легендарни етиопски цар (негуш негасти) Јекуно Амлак повео је свој устанак против династије Загај из једне хршћанске енклаве у Шои насељене углавном Амхарцима. За себе је тврдио да је директни потомак првих саломонских етиопских владара, који су владали Етиопијом пре Аксумско загајске династије. Они су користили Шоу као своје сигурно уточиште, у тренуцима кад им је био угрожен опстанак, попут агресије краљице Гудит и других непријатеља. I u легендарној књизи Кебра Нагаст  (Списак етиопских владара), Шоа се спомиње као део царства Менелика I (поглавље 39). Postoji mogućnost, da je ovo poglavlje naknadnо убачено, јер је и владар и оснивач династије Лебна Денгел тврдио за себе нешто слично. Сумња је тим већа кад се зна да се Краљевство Аксум као и његов претходник Краљевство Дамот углавном су били ограничени на север Етиопије и Еритреју.
У 16. веку, Шоу као и остатак хршћанске Етиопије освојиле су снаге Ахмад Грања из Султаната Адал. Безвашће у Шои искористила су оромскаплемена која су се из Кеније населила у великом броју на опустошеним деловима Шое, нарочито на подручју Велега, Арси и Воло. O историји Šoe pre 1800. Зна се врло мало, али једно је сигурно да су се тадашњи цар Лебне Денгел и његови синови успјешно скривали и бежали испред Грањових хорди по врлетима Шое, коју Грањ никад у потпуности није успео да покори.
Владарску династију Шоа основао је Негаса Крестос крајем 17. века, он је успео да учврсти своју власт око Јифата. Усмена предања о његову пореклу се поприлично разликују. По једном од њих забиљеженом 1840, његова мајка била је ћерка Рас Фариса, следбеника цара Сусениоса, који је због прогона избегао у Менз. По другој пак коју је знао и преносио Серта Волд, саветник цара Сале Селасија (око 1795—1847), он је био потомак по мушкој линији Јакоба, најмлађег сина Лебне Денгела, па према томе и директни следник древне Соломонске династије. Због тога себе владарска династија Шоа сматра млађим огранаком гране оаломонске династије одмах поред старијег огранка из Гондара.
Син цара Негасе Себестианос узео је царску титулу Меридазмач ("страшни заповједник"), ту традицију преузели су и његови наследници, све до Сале Селасија, који се прогласио за краља Шое 1830. Његов унук, Сале Марјам, на крају ће успети да постане цар циеле Етиопије крајем 19. века под именом Менелик II.
Краљеви Шое проширили су територије под својом влашћу према југу и истоку, кроз долине и пустиње, и успели да подвргну својој власти и нека давно изгубљена подручја. Цареви Етиопије увек су кроз целу историју сматралии да им припадају јужни територији Етиопије, - тврдивши да им припадају по историјском праву, јер су им припадале прије разорне инавазије Имама Ахмад Грања. Након пораза Грања, дошло је до велике миграције племена Оромо на испражњене јужне просторе и тиме се драстично изменила демографска структура тих крајева. Краљевство Шоа под Менеликом II успело је да готово у целости обновити Етиопију, тако да се покрајина Шоа нашла у средишту царства, тиме је она постала и средиште нове етиопске државе.
У новије време, Шоа је била провинција у оквиру Етиопског царства, потом једна од регија Етиопије за време војног режима Дерг све до 1984. Тад је након проглашења "Народне Републике Етиопије", подељена у четири управна региона; Северна Шоа, Јужна Шоа, Источна и Западна Шоа. Након слома режима Дерг 1991, укинуте су старе историјске покрајине и региони, који су замјењени садашњим данашњим регионима Етиопије (утемелених на етничким и језичним границама). Тако да је териториј старе Провинције Шоа подељен између Регије Амхара, Регије Оромија и посебног подручја главног града Адис Абебе.

## Погледајте и ово
- Владари Шое